# Wierciszów
Wierciszów – wieś w Polsce położona w województwie lubelskim, w powiecie lubelskim, w gminie Jabłonna.
W latach 1975–1998 miejscowość administracyjnie należała do ówczesnego województwa lubelskiego.
Wieś stanowi sołectwo gminy Jabłonna.
Wierni Kościoła rzymskokatolickiego należą do parafii Wszystkich Świętych w Bychawce.

## Historia
W dawnych dokumentach Wirchichew. Sobiesław z Wierciszowa figurował w dokumencie z roku 1307 (Kodeks katedry krakowskiej, I, 150).
Według Słownika geograficznego Królestwa Polskiego – Wierciszów, wieś i folwark, w powiecie lubelskim, gminie Piotrowice, parafii Bychawka, odległy 14 wiorst od Lublina.
W 1827 r. było tu 15 domów i 93 mieszkańców.
Charakterystyka dóbr
W roku 1885 dobra Wierciszów składały się z folwarków: Wierciszów i Bychawka litera C, rozległość mórg 1004, w tym: folwark Wierciszów grunty orne i ogrody mórg 477, łąk mórg 12, pastwiska mórg 5, lasu mórg 206, nieużytków mórg 7. Budynków murowanych 1, drewnianych 18, płodozmian 12. polowy, las nieurządzony. Folwark Bychawka C grunty orne i ogrody mórg 259, łąk mórg 23, lasu mórg 8, nieużytków mórg 7, budynków drewnianych 11, w okolicy występują pokłady wapienia.
Wieś Wierciszów posiadała osad 14 i mórg 191 natomiast wieś Bychawka C osad 12 i mórg 161.
W roku 1686 Gruszecki właściciel Wierciszowa, płaci tu pogłówne od 33 głów. W roku 1816 kolatorem kościoła w Bychawce był właściciel Wierciszowa i Bychawki z litery C Kacper Gruszecki.